# Mal de débarquement szindróma
A Mal de débarquement szindróma (MdDs) egy viszonylag ritka neurológiai rendellenesség. Az ebben szenvedők panasza az egyensúlyzavar, az állandó szédülésérzés, de nem forgó jellegű, melynek oka, hogy a pácienseket folyamatosan fennálló, valótlan, ún. fantommozgásérzés gyötri. Ezt az állapotot leggyakrabban valamilyen tartósan átélt passzív mozgásélmény váltja ki, például hajóút, repülőút, hosszabb autóút, futópad használata, de ezek átélése nélkül, teljesen spontán módon is kialakulhat.

## Tünetek
Legjellemzőbb tünete a nem létező mozgások valósként történő érzékelése, például imbolygás, hullámzás, dőlés, emelkedés vagy süllyedés érzése, mintha a páciens egy örökké mozgó felületen élne. Az érintettek gyakran írják le úgy az állapotukat, hogy olyan, mintha egy vízen hánykolódó hajón élnének, vagy hogy szilárd talaj helyett mintha egy vastag szivacson járnának. Az érzékelt mozgások intenzitásától függően az ebben szenvedőknek kisebb vagy akár egészen súlyos mértékben gondot okozhat az egyensúly megtartása, mely álláskor és járáskor okozza a legnagyobb problémát. Szerencsés esetekben a tünetek a kialakulásuktól számítva pár nap, esetleg hét leforgása alatt spontán megszűnnek, de előfordul, hogy akár hónapokig, évekig húzódnak, sőt egy életen át tartanak. A tartósan fennálló állapotot nevezzük Mal de Debarquement szindrómának. Az alaptünetek tartós fennállása további tünetek kialakulásához vezethet, jellemzőek a koordinációs zavarok, állandó rossz közérzet, fejfájások, migrénes fejfájások, nyomásérzés a fejben, fülben, koncentrációs nehézségek, memória vesztés, elalvási nehézségek. Gyakoriak a látási és fókuszálási problémák melyek olyan mindennapi tevékenységek végzését képesek ellehetetleníteni akár, mint az olvasás, televízió nézése, számítógép használata. A páciensek számára az alapvető mindennapi, otthoni, munkahelyi teendők elvégzése olyan súlyos mértékben megnehezülhet, hogy bekövetkezik a munkahelyük elvesztése, sőt az addigi társasági életük feladására kényszerülnek.
Érdekes módon a különböző valódi mozgások érzékelése enyhülést adhat, mivel elnyomják a páciens által érzékelt nem létező mozgást. Gyakran számolnak be arról például, hogy autóban ülve a tüneteik enyhülnek, esetleg úgy tűnhet meg is szűnnek.
A tüneteket súlyosbíthatja a stressz, a kialvatlanság, a tömeg, bizonyos sűrű, ismétlődő mintázatok és hirtelen vagy gyors mozgások látványa, vibráló fények, hangos hanghatások, zárt helyek, ahol a páciens nem tud a távolba tekinteni, fronthatás, nőknél a menstruációs ciklus is a tünetek erősségét befolyásoló tényező lehet.
Ha az állapot spontán elmúlik sajnos lehet számítani arra, hogy bármikor újra megjelenhetnek a tünetek akkor is, ha az érintettek kerülik vagy kiiktatják a jellegzetes kiváltó tényezőket.

## Diagnosztizálás
Mai tudásunk szerint a legkorábbi leírás a szindróma létezéséről és jellemzőiről 1796-ból, Erasmus Darwintól származik, aki maga is megtapasztalta, miszerint a hosszú hajóútról visszatérő utasok, tengerészek egy része a szárazföldön sem tud szabadulni az érzéstől, hogy alatta továbbra is a hajó imbolyog.
Ma a szindróma tüneteivel az emberek általában a fül-orr-gégészeket, neurológusokat és otoneurológusokat keresik fel. A szokásos diagnosztikai módszerek, mint MRI, CT, vérvizsgálatok, szemészeti, fül-orr-gégészeti vizsgálatok, stb. mind negatív eredményt mutatnak, és mivel jellemzően az orvosok közül nagyon kevesen tudnak a szindróma létezéséről, nem is ismerik azt fel, általában nem vagy félrediagnosztizálják az ebben szenvedőket.
Bár Dr Yoon-Hee Cha-nak, az egyik szindrómát kutató neurológusnak sikerült funkcionális MRI-vel lokalizálni és kimutatni rendellenes működést az ebben szenvedő személyek agyának bizonyos területein, a szindróma diagnosztizálása ma még úgy történik, hogy a szakemberek kizárják a hasonló tünetekkel járó betegségeket és jellegzetes tünetei alapján valószínűsítik a Mal de Debarquement szindrómát.

## Kezelési lehetőségek
Mivel a kiváltó oka ismeretlen, a szindróma egyelőre gyógyíthatatlan. A szédüléses betegek szokásos gyógyszeres vagy fizikoterápiás kezelési módszerei többnyire teljesen hatástalanok. Vannak elméletek, miszerint hormonális háttere van, van olyan orvos aki csendes migrénnek tartja és ennek megfelelően kezeli. A legjellemzőbb, hogy antidepresszánsokkal és benzodiazepin származékokkal, főleg klonazepámmal sikerül a tüneteket enyhíteni, de ezek valódi gyógyulást nem eredményeznek.

## Kutatások
Folynak kísérletek a szindróma hatékony gyógymódjának megtalálására.
Dr Yoon-Hee Cha az ismétlődő transcranialis mágneses stimuláció (Repetitive Transcranial Magnetic Stimulation-rTMS) alkalmazásával ér el hosszabb rövidebb tünetmentes stádiumokat az ebben szenvedőknél.
A New York-i Mount Sinai kórház orvosai a vesztibuláris okuláris reflex (VOR) readaptációját célzó kezelésekkel kísérleteznek.